# Bara för ros skull
Bara för ros skull är ett musikalbum av Anders Svensson, utgivet 2005 av GIGA Folkmusik. Titeln på albumet är taget ifrån en polska efter den småländske storspelmannen August Strömberg. 

## Låtlista
Alla låtar är traditionella.
1. "Polonesse efter Andreas Dahlgren, Tryserum" – 3:02
2. "Polonesse ur Enshultsamlingen" – 2:21
3. "Polska efter Gabriel Fredrik Johansson, Karlstorp" – 2:24
4. "Polska efter Anders Larsson, Östra Ryd" – 2:24
5. "Polonesse efter Andreas Dahlgren, Tryserum" – 2:36
6. "Polska efter Johan Fogelberg, Aringsås" – 2:05
7. "Polska efter Anders Fredrik Andersson, Tryserum" – 1:48
8. "Dragonmössan, polska ur Andreas Grevelius samling" – 3:37
9. "Bara för ros skull, polska efter August Strömberg, Jät" – 3:16
10. "Vals efter Johan Dahl, Skatelöv" – 2:04
11. "Polonesse efter Otto Rosvall, Edshult" – 2:04
12. "Schottis efter Karl Magnus Olsson, Ramsberg" – 2:44
13. "Polska efter Johan Dahl, Skatelöv" – 2:00
14. "Mormors visa, vals efter August Strömberg, Jät" – 3:03
15. "Midsommardansen, polska efter Alfred Pettersson, Nättraby" – 3:01
16. "Vals efter Kungs Otto Johansson, Voxtorp" – 1:59
17. "Vals efter Håkan Johansson, Västra Torsås" – 2:09
18. "Polska efter Sven Donat, Ormesberga" – 2:20
19. "Polska efter Anders Fredrik Andersson, Tryserum" – 2:30
20. "Schottis efter Johan på Tuvan, Urshult" – 1:56
21. "Polska efter Anders Fredrik Andersson, Tryserum" – 2:21
22. "Gammal schottis efter Bengt Håkansson, Jät" – 2:55
23. "Polska efter Jonas Anckarman, Djursdala" – 2:28
24. "Gamla minnen, schottis efter August Strömberg, Jät" – 2:52
25. "Visvals efter Petter Olas Anna, Jät" – 2:28

Total tid: 63:19

## Medverkande
- Anders Svensson  — fiol